# Carex binervis
Espèce
Classification phylogénétique
 Carex binervis est une espèce de plantes du genre Carex et de la famille des Cyperaceae.